# Lois Sasson
Lois Sasson, nacida Lois Diane Kahaner (Brooklyn, Nueva York, 28 de abril de 1940-30 de diciembre de 2020) fue una diseñadora de joyas y activista por los derechos LGBTI estadounidense. Fue la pareja de la cantautora Lesley Gore desde 1980.

## Trayectoria
Sol, su padre, importaba encajes y Helen (Seiden) Kahaner era ama de casa. Lois creció en Jamaica Estates en Queens, Nueva York. Fue al Mount Ida Junior College en Newton, Massachusetts y luego a la Universidad de Nueva York, donde se graduó en Artes y Psicología.
Su carrera en el diseño de joyas comenzó a crecer en la década de 1970. Su trabajo apareció en la revista New York. Sasson creó joyas de lujo: anillos, collares, pendientes, pulseras y gemelos con mensajes especiales, que se vendían en tiendas como Bergdorf Goodman. También exhibió parte de su trabajo en galerías de arte. En 2015, Sasson se hizo conocida por su trabajo con piedras preciosas, gemelos con incrustaciones y cubrebotones de esmoquin. El día de San Valentín de ese año salió a la venta un conjunto de joyas para hombres llamado "The Ambassador Set" por 16.000 dólares.
Su temprano matrimonio con Raymond Sasson terminó en divorcio. Lois vivió con su pareja, la cantante Lesley Gore, con quien empezó a salir a mediados de los años 1980, durante 33 años, hasta la muerte de Gore en 2015 a causa de un cáncer.
Sasson murió en la ciudad de Nueva York, a la edad de 80 años, por los efectos del COVID-19 el 30 de diciembre de 2020.
El único miembro superviviente de su familia fue su hermana Susan Kahaner.

## Filantropía
Sasson diseñó y donó los gemelos "Compassion" y brazaletes con inscripciones como “Sisterhood is Global” y “Visible and Powerful” en apoyo del Center for the Advancement of Women. También donó el 35% de las ventas de sus joyas a beneficio de una mujer con anemia aplásica en 2013.